# Robert Morris (mathématicien)
Pour les articles homonymes, voir Robert Morris et Morris.
Robert (Rob) Morris est un mathématicien britannique qui travaille en combinatoire, probabilité, théorie des graphes et théorie de Ramsey.

## Formation et carrière
Robert Morris étudie au Christ's College de l'Université de Cambridge et il est Research Fellow au Murray Edwards College de Cambridge.
Il est diplômé d'un doctorat de l'université de Memphis en 2006 sous la direction de Béla Bollobás avec une thèse intitulée « Phase transitions in combinatorics ».  
Il effectue des recherches post-doctorales à Tel Aviv, Tokyo et à l'Institut national de mathématiques pures et appliquées (Instituto de Matemática Pura e Aplicada, IMPA) à Rio, où il est professeur associé.  

## Prix et distinctions
En 2015, Morris a reçu le prix européen de combinatoire pour « ses résultats profonds en combinatoire extrémale et probabiliste, en particulier pour son résultat sur des ensembles indépendants en hypergraphes qui ont trouvé immédiatement plusieurs applications en théorie des nombres additive et en combinatoire, comme la solution d'un ancien problème de Erdős et pour établir des limites strictes pour les nombres de Ramsey, ainsi que sur les automates cellulaires aléatoires et les problèmes de percolation bootstrap (en). »Les autres lauréats de ce prix sont Zdeněk Dvořák et Karim Adiprasito.  
En 2016, il a été l'un des lauréats avec Wojciech Samotij et József Balogh du prix George Pólya.  
Il a reçu le prix Fulkerson 2018. En 2018 il est également orateur invité au Congrès international des mathématiciens à Rio de Janeiro

## Publications
- avec Noga Alon, Jozsef Balogh, W. Samotij: A refinement of the Cameron-Erdös Conjecture, Proc. London Mathematical Society, Band 108, 2014, S. 44–72. Arxiv
- avec Balogh, Samotij: Independent sets in hypergraphs,  J. AMS, Band 28, 2015, S. 669–709, Arxiv 2012
- avec J. Balogh, W. Samotij,  Lutz  Warnke: « The  typical  structure  of  sparse {\displaystyle K_{r+1}}-free graphs »., Transactions AMS, Arxiv 2013
- avec B. Bollobas, J. Balogh: « Bootstrap percolation in three dimensions ».  Annals of  Probability, vol 37, 2009, p. 1329–1380. Arxiv
- avec Bela Bollobas, J. Balogh, Hugo Duminil-Copin: « The sharp threshold for bootstrap percolation in all dimensions », Trans. Amer. Math. Soc., vol 364 2012, p. 2667–2701. Arxiv
- avec Bela Bollobas, Paul Balister: « The sharp threshold for making squares », Annals of Mathematics, vol 188, 2018, p. 49–143,  Arxiv 2016
- avec Béla Bollobás, Hugo Duminil-Copin, Paul Smith: « Universality of two-dimensional critical cellular automata », Arxiv 2014
- avec Gonzalo Fiz Pontiveros, Simon Griffiths: « The triangle-free process and R(3,k) », Memoirs AMS, Arxiv 2013
- avec Gonzalo Fiz Pontiveros, Simon Griffiths, David Saxton, Jozef Skokan: « On the Ramsey number of the triangle and the cube », Arxiv 2013
- avec J. Balogh, B. Bollobás: « Hereditary properties of ordered graphs ». In: « Topics in Discrete Mathematics », Alg. Combin., 26, Springer, Berlin, 2006, S. 179–213, Arxiv
- avec J. Balogh, B. Bollobás: « Hereditary properties of partitions, ordered graphs and ordered hypergraphs », European J. Combin., 27 (2006), 1263–1281, Arxiv.